# Raymond Dalmau
Raymond Dalmau Pérez (New York, 28 ottobre 1948) è un ex cestista e allenatore di pallacanestro portoricano.
È il padre di Richie, Christian e Ricardo Dalmau.

## Carriera
Con Porto Rico ha disputato tre edizioni dei Giochi olimpici (Città del Messico 1968, Monaco 1972, Montréal 1976) e tre dei Campionati mondiali  (1967, 1974, 1978).